# Петренко, Леон Филиппович
Леон Филиппович Петренко (1895, Солнцевский район — 9 апреля 1971, Ленгерский район, Чимкентская область) — советский крепильщик шахты № 6 треста «Средазшахтострой», Герой Социалистического Труда.

## Биография
Родился в 1895 году в селе Дежевка (ныне — Солнцевский район Курской области) в крестьянской семье. Украинец.
Трудовую деятельность начала в 1912 году батраком, скитался по разным городам и селам. Некоторое время работал подсобным рабочим на ткацкой фабрике в городе Иваново-Вознесенск.
С 1920 года трудился на шахтах Подмосковного угольного бассейна. Работу в угольной промышленности начал с простых профессий: откатчиком, коногоном, саночником. Со временем перешел в крепильщики, стал одним из лучших в своей специальности. Окончил вечернюю школу.
В 1923 году был назначен бригадиром крепильщиков и проработал в этой должности на шахтах подмосковного бассейна почти 16 лет.
В 1939 году принял предложение и уехал в Киргизию, где начиналось широкое освоение местных угольных бассейнов. Здесь стал работать крепильщиком в рудоуправлении Кзыл-Кия треста «Киргизуголь». Затем был переведен на строительство шахты № 4 «Кзыл-Кия», а после его сдачи в эксплуатацию — на строительство шахты № 6 «Сулюкта». После сдачи её в эксплуатацию остался работать крепильщиком.
Как опытному крепильщику ему доверяли самые ответственные задания. Систематически перевыполнял нормы выработки.
В 1946 году выполнил годовую норму на 156 %, в 1947 году — на 182 %.
Указом Президиума Верховного Совета СССР от 28 августа 1948 года за выдающиеся успехи в деле увеличения добычи угля, восстановления и строительства угольных шахт и внедрение передовых методов работы, обеспечивающих значительный рост производительности труда Петренко Леону Филипповичу присвоено звание Героя Социалистического Труда с вручением ордена Ленина и золотой медали «Серп и Молот».
В 1949 году уехал в Казахстан. Работал крепильщиком на шахтах треста «Лангеруголь». В 1954 году вышел на пенсию по старости, но продолжал работать до 1966 года.
Жил в городе Ленгер, ныне Толебийского района Южно-Казахстанской области.
Скончался 9 апреля 1971 года.

## Награды
Награждён двумя орденами Ленина (28.08.1948, 04.09.1948), медалью.